# Thomas Browne (Philosoph)

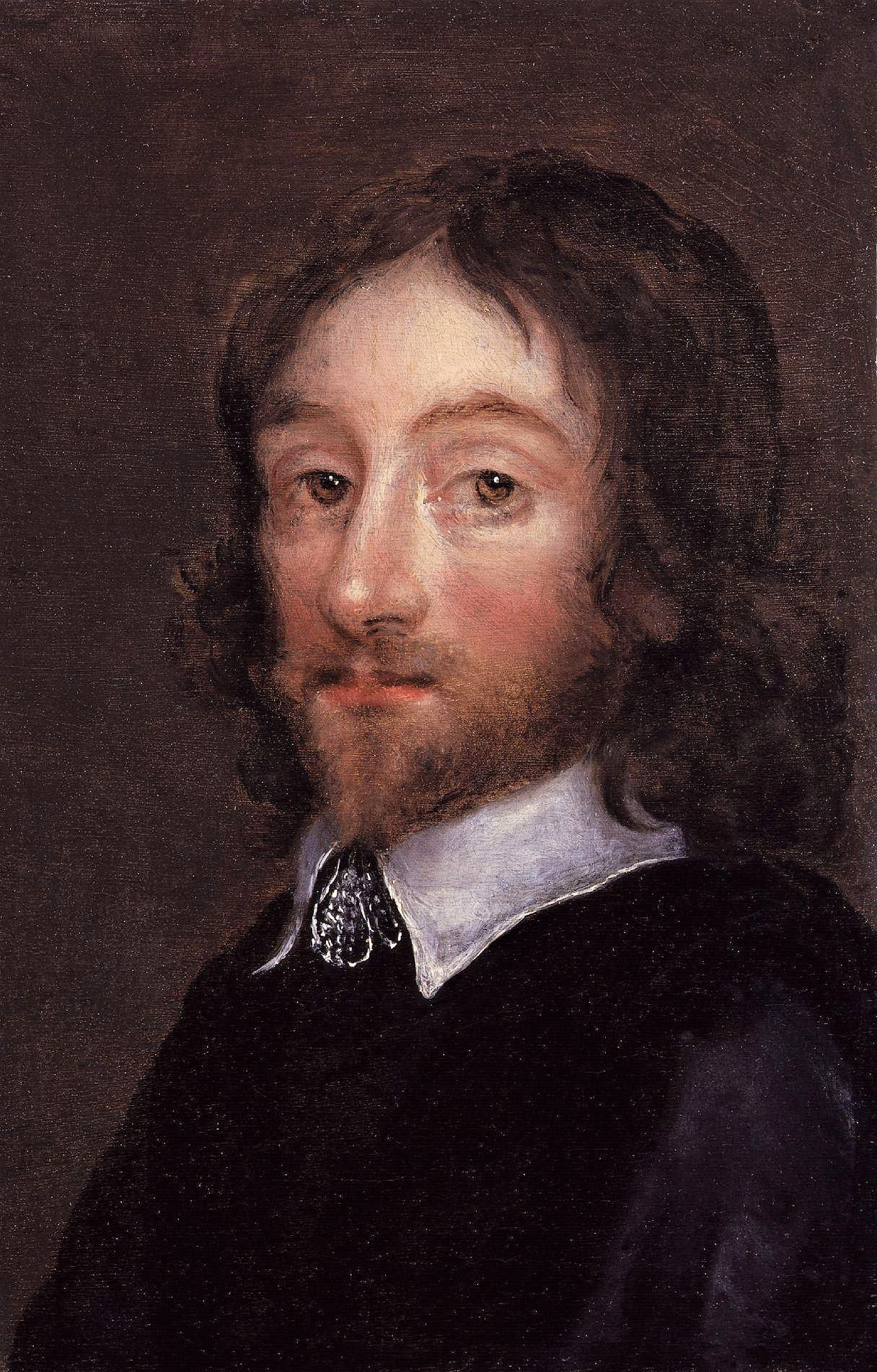
Sir Thomas Browne

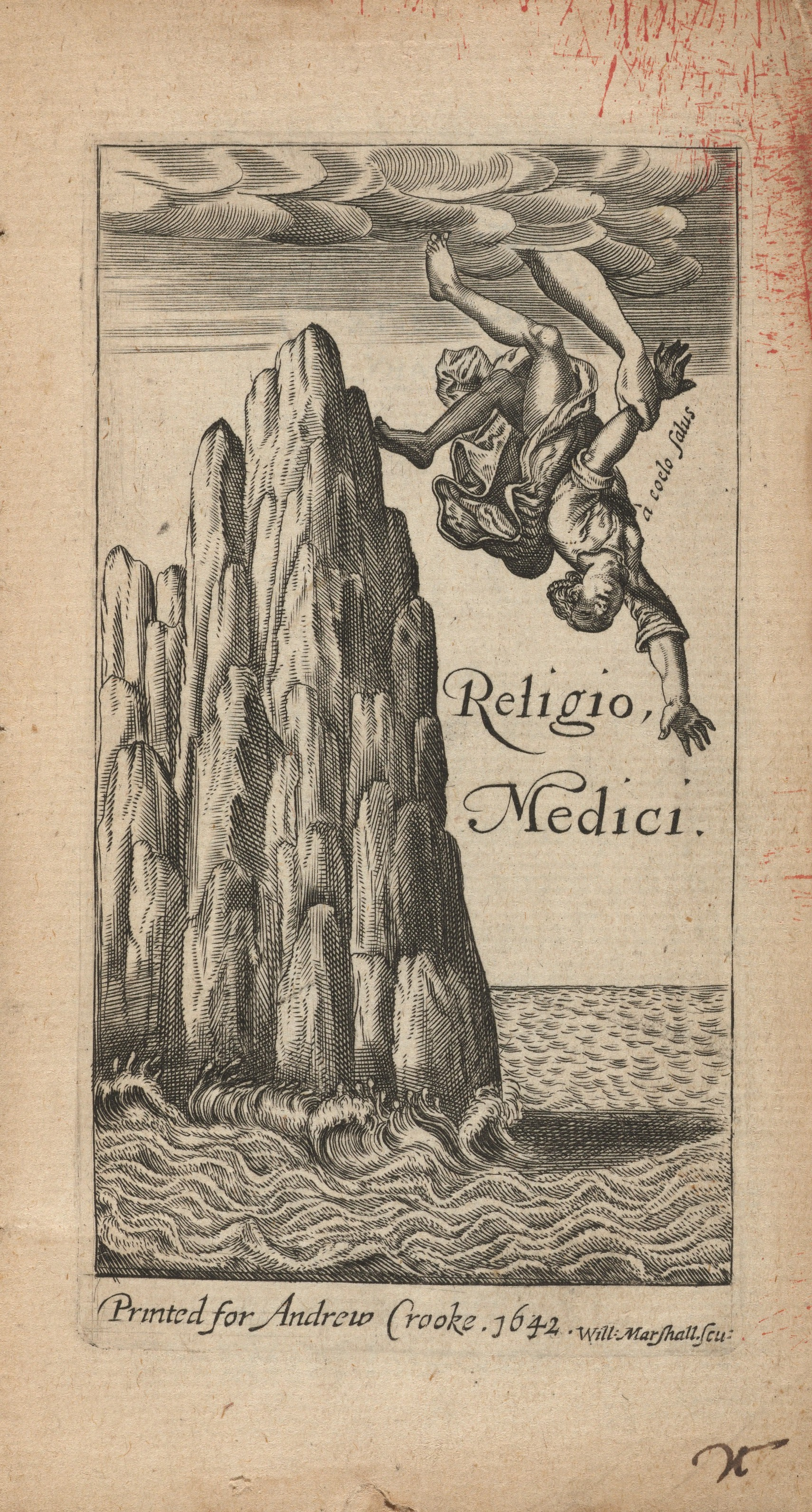
Religio Medici, Titelblatt der Erstausgabe von 1642

Sir Thomas Browne (* 19. Oktober 1605 in London; † 19. Oktober 1682 in Norwich) war ein englischer Universalgelehrter, Philosoph und Arzt.

## Leben und Wirken
Browne studierte am Pembroke College der University of Oxford und der Universität Leiden und ließ sich 1637 als praktischer Arzt in Norwich nieder, wo er 1671 von Karl II. zum Knight Bachelor geschlagen wurde und am 19. Oktober 1682 starb.
Browne war mit Arthur Dee befreundet.

## Rezeption
Manfred Pfister schreibt zu Beginn seiner Sammlung von Stimmen historischer und zeitgenössischer Bewunderer Sir Thomas Brownes Folgendes:
„Für eine Randfigur des englischen Literaturkanons, die sich so zwischen alle Stühle der wissenschaftlichen, philosophischen, religiösen und literarischen Diskurse gesetzt, einen so exzentrischen Stil und thematisch so sehr das Aparte eher als das Landläufige gepflegt und zudem sich so engagiert und unprätentiös dem nicht-schriftstellerischen ärztlichen Beruf gewidmet hatte, konnte Sir Thomas Browne sich über die fast vier Jahrhunderte hinweg bis heute einer erstaunlichen Gemeinde von Bewunderern erfreuen, darunter gerade auch Autoren von höchstem kanonischen Rang. Dieses Paradox ist es wert, in einem Musaeum Criticum ausgestellt zu werden.“
2010 erschien beim Bayerischen Rundfunk eine Hörspielproduktion unter dem Titel musaeum clausum, in der Ulrich Bassenge einen nachgelassenen Text Brownes über ein imaginäres Museum verarbeitet hat.
W. G. Sebald nimmt in Die Ringe des Saturn. Eine englische Wallfahrt Bezug auf Browne.

## Schriften (Auswahl)
- Religio medici (nicht autorisierte Erstausgabe London 1642; erste autorisierte Ausgabe ebenda 1643), eine Art philosophisches Glaubensbekenntnis, das ihm den Vorwurf des Atheismus einbrachte; bis heute Brownes bekanntestes Werk
- Pseudodoxia Epidemica, or Treatise on vulgar errors (Erstausgabe London 1646), eine Abhandlung über zu Brownes Zeit weit verbreitete Irrtümer
- Hydriotaphia, urne-buriall, or, A Discourse of the Sepulchrall Urnes lately found in Norfolk. Together with The garden of Cyrus. or the Quincunciall Lozenge, or Net-work Plantations of the Ancients, Artificially, Naturally, Mystically Considered. With Sundry Observations London 1658.
  - London 1669 (Volltext).
- Miscellany tracts (London 1684)
- Posthumous works (London 1712)
- Christian morals (Cambridge 1716), eine Sammlung von Aphorismen

## Ausgaben und Übersetzungen
Ausgaben
- Simon Wilkin (Hrsg.): Works, including his life and correspondence. 4 Bände. Pickering, London 1835–1836.
- Geoffrey Keynes (Hrsg.): The Works of Sir Thomas Browne. 5 Bände. Faber & Gwyler, London 1928.
- Robin Robbins (Hrsg.): Sir Thomas Browne’s Pseudodoxia Epidemica. 2 Bände. Clarendon Press, Oxford 1981, ISBN 0-19-812706-5.

Deutsche Übersetzungen
- Religio Medici. Aus dem Englischen übertragen, herausgegeben und mit einem Nachwort versehen von Werner von Koppenfels. Dieterich, Mainz 1998, ISBN 3-87162-044-0.
- Psevdodoxia Epidemica, Das ist: Untersuchung derer Irrthümer, so bey dem gemeinen Mann, und sonst hin und wieder im Schwange gehen. Übersetzt von Christian Knorr von Rosenroth. Verlag von Christoff Riegel in Franckfurt und Leipzig, 1680[5]
- Hydriotaphia – Urnenbestattung und andere Schriften. Herausgegeben, übersetzt und kommentiert von Manfred Pfister. EDITION SIGNAThUR, Dozwil/Schweiz 2014, ISBN 978-3-906273-00-6.
- Der Garten des Cyrus. Wesentliche Werke. Herausgegeben, übersetzt und kommentiert sowie eingeleitet von Manfred Pfister, erschienen als Band 1 der Bibliothek Wildes Wissen, herausgegeben von Judith Schalansky bei Matthes & Seitz Berlin, 2022, ISBN 978-3-7518-0024-2.